# Sco Ruston
Sco Ruston – wieś w Anglii, w Norfolk. W 1931 wieś liczyła 88 mieszkańców. Sco Ruston jest wspomniana w Domesday Book (1086) jako Ristuna.